# The X Factor: The Band
The X Factor: The Band ist ein Spin-Off der britischen Castingshow The X Factor, das erstmals im Dezember 2019 auf ITV ausgestrahlt wurde. Das Format wurde am 4. November offiziell als Ersatz für die zuvor geplante All Stars Spezial-Edition angekündigt. Es ist eine komprimierte Version des erfolgreichen Formats X Factor, im Laufe derer Solosänger an einem Casting teilnehmen, bei dem sie von Simon Cowell und Nicole Scherzinger bewertet werden und um einen Platz in einer neuen Girl- bzw. Boygroup kämpfen. Im Finale stehen sich die beiden neuen Gruppen gegenüber und konkurrieren um einen Plattenvertrag bei Cowells Plattenfirma.
Nach persönlichen Castings in den Räumlichkeiten von Cowells Plattenfirma wurde Leona Lewis, die Gewinnerin der 3. X Factor-Staffel, als dritte Jurorin eingeführt. Des Weiteren unterstützten sogenannte „Industry Experts“ die Jury. The Band wurde über vier Episoden vom 9. bis 15. Dezember ausgestrahlt und das Livefinale fand in der Resorts World Arena statt. Die Girlgroup Real Like You siegte gegen die Boyband Unwritten Rule mit dem Sieger-Song Be Like Them, der von der Kandidatin Kellimarie Wilson persönlich geschrieben wurde und 55,1 % der Zuschauerstimmen.

## Hintergrund
Über die Show wurde erstmals Anfang 2019 berichtet, sie werde als The X Factor: All Stars erscheinen, weil die reguläre Sendung wegen sinkender Zuschauerzahlen ausgesetzt werde.
Nur wenige Wochen nachdem die ehemaligen X-Factor Gewinner Little Mix eine eigene Castingshow unter dem Namen Little Mix: The Search auf BBC One ankündigten, wurde im November 2019 bekannt gegeben, das geplante AIl Stars Format werde durch ein Spin-Off ersetzt, in dem eine neue Boy- bzw. Girlgroup gesucht werde: The X Factor: The Band.
Die Castings fanden im Hauptsitz von Syco Music in London statt und die Show wurde auf drei Episoden und ein Livefinale aufgeteilt produziert, die am 9., 11., 13. und 15. Dezember 2019 ausgestrahlt wurden. Das Livefinale gastierte in der Resorts World Arena in Birmingham.
Nachdem er auf diese Entscheidung angesprochen wurde, sagte Moderator Dermot O’Leary: „It’s always nice to get out and take the show around the country. We did the final in Manchester a few years ago, which went really well. It’s always nice to get out and see other places and you get a full sense of the whole country being involved as well. I’m looking forward to it!“

## Jury und Moderation
Dermot O’Leary übernahm auch die Moderation zu diesem Spin-Off. Erfinder Cowell wurde am Jurypult von Nicole Scherzinger, die schon in mehreren Staffeln der regulären Version der Show und auch im zuletzt ausgestrahlten Celebrity Format als Jurorin aufgetreten ist, und Leona Lewis, der Gewinnerin der dritten Staffel von The X Factor unterstützt.
Als „Industrie-Experten“ wurde die Jury ebenfalls von den Produzenten Fred Ball und Naughty Boy sowie den Singer-Songwriterinnen Ella Eyre und Carla Williams begleitet.

Jury & Experten
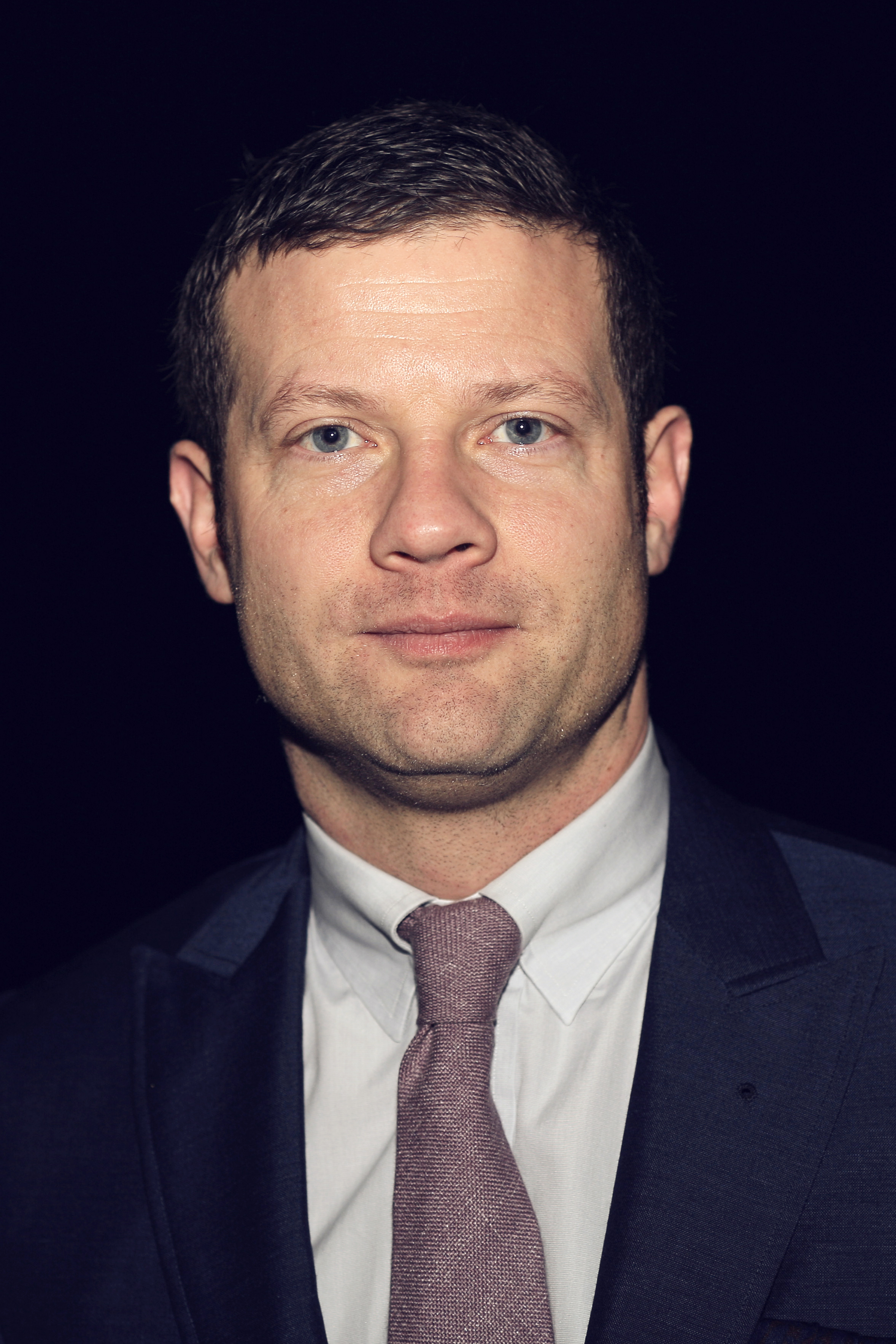
Dermot O’Leary (Moderator)
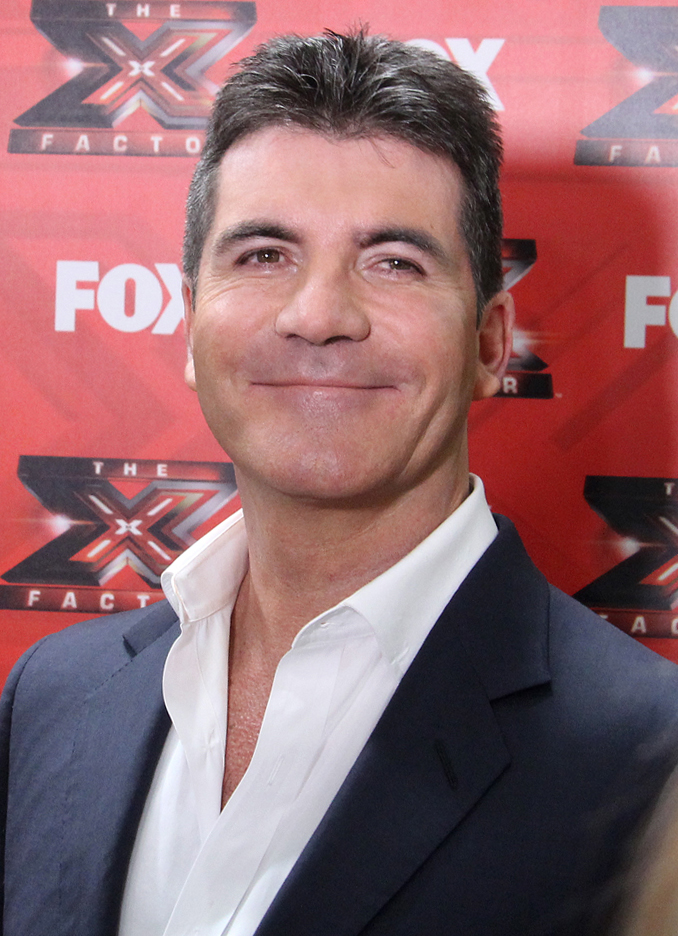
Simon Cowell (Juror)
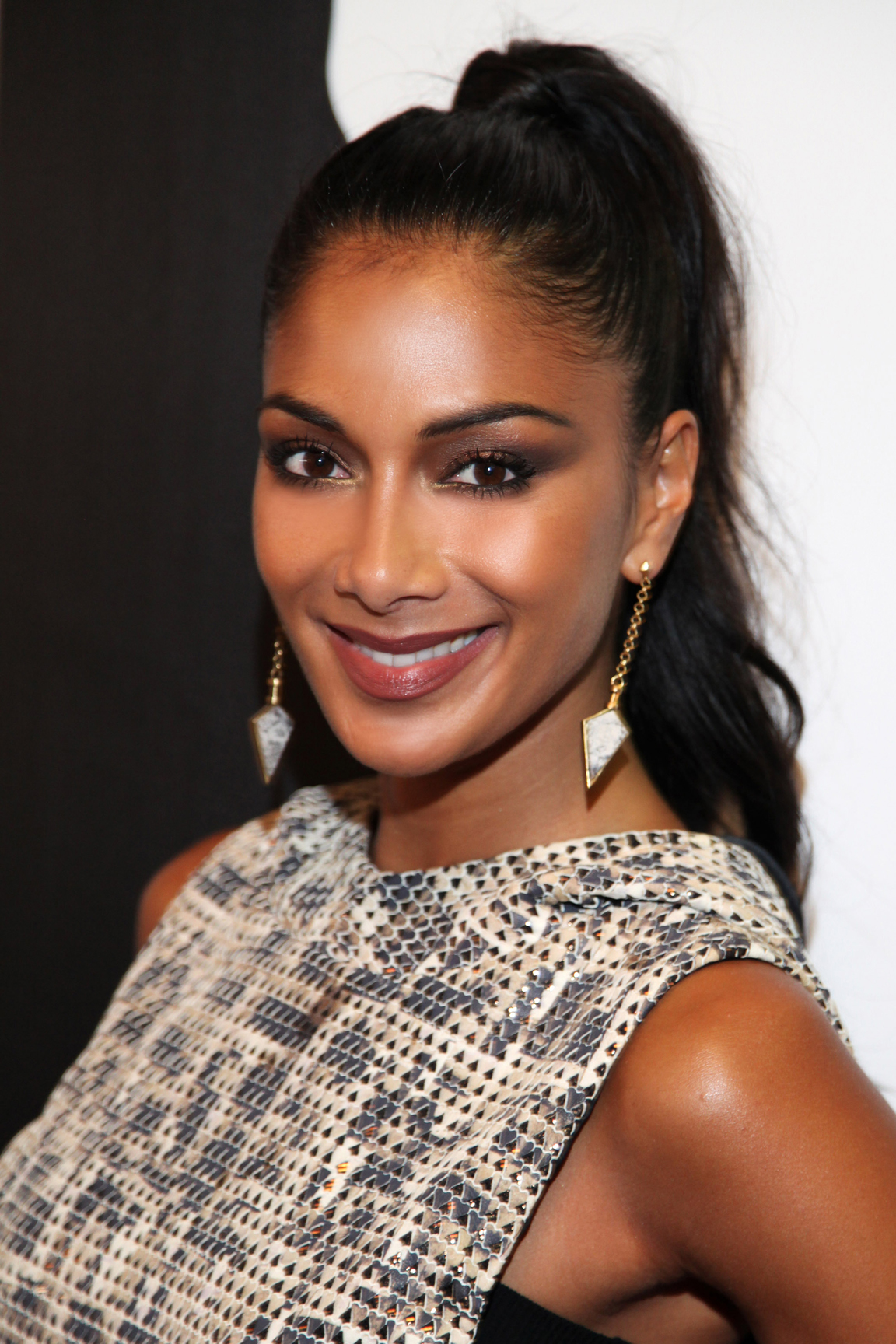
Nicole Scherzinger (Jurorin)
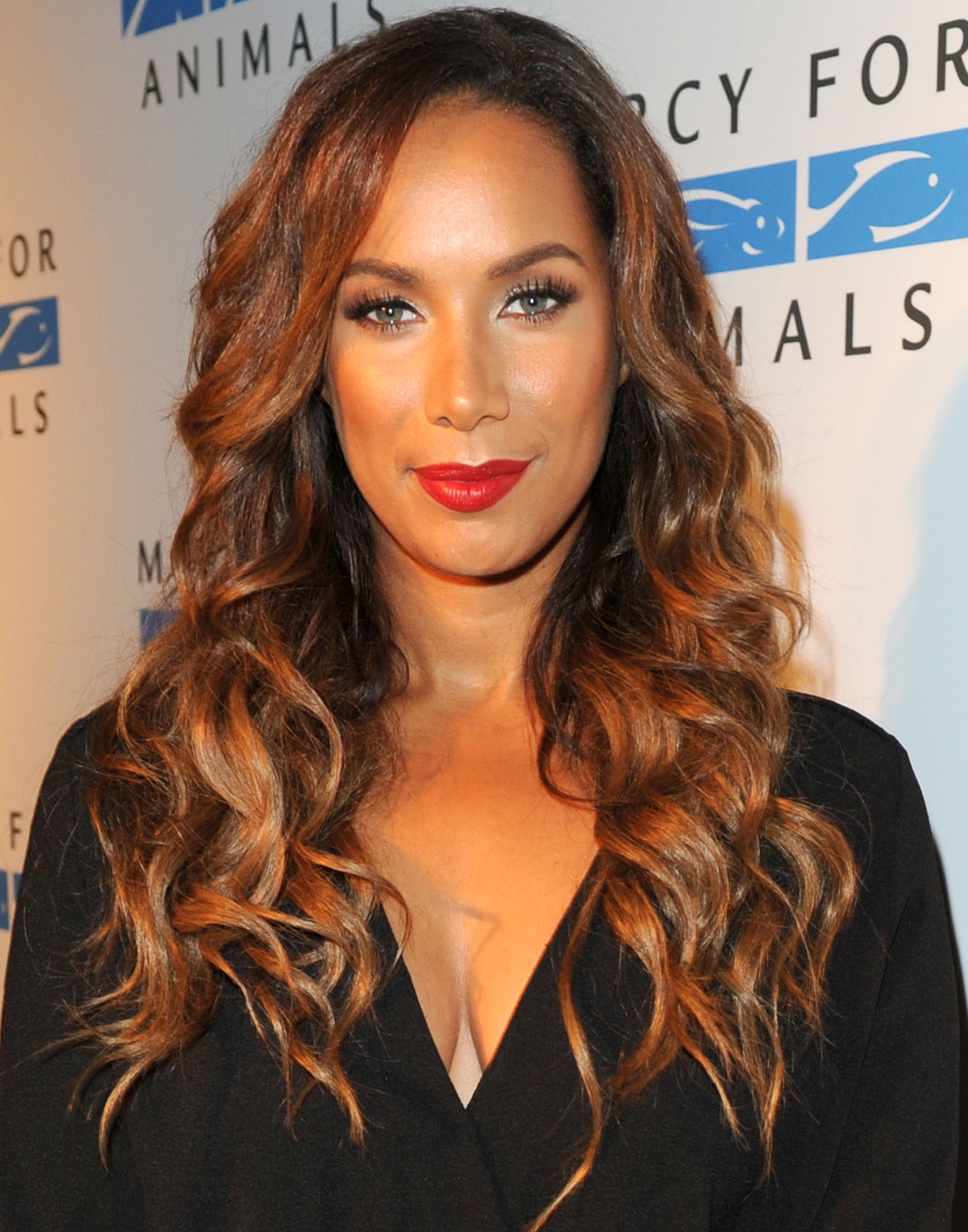
Leona Lewis (Jurorin)
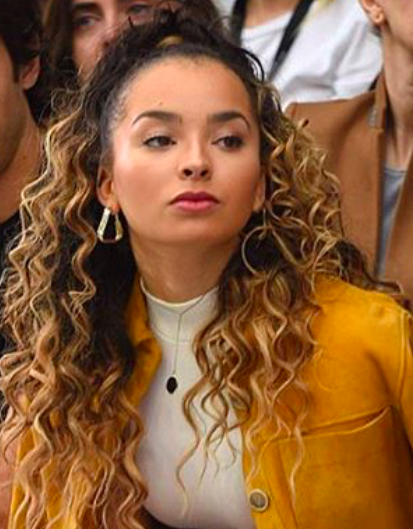
Ella Eyre (Industry Expert)
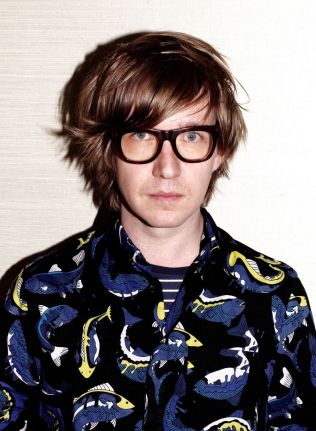
Fred Ball (Industry Expert)
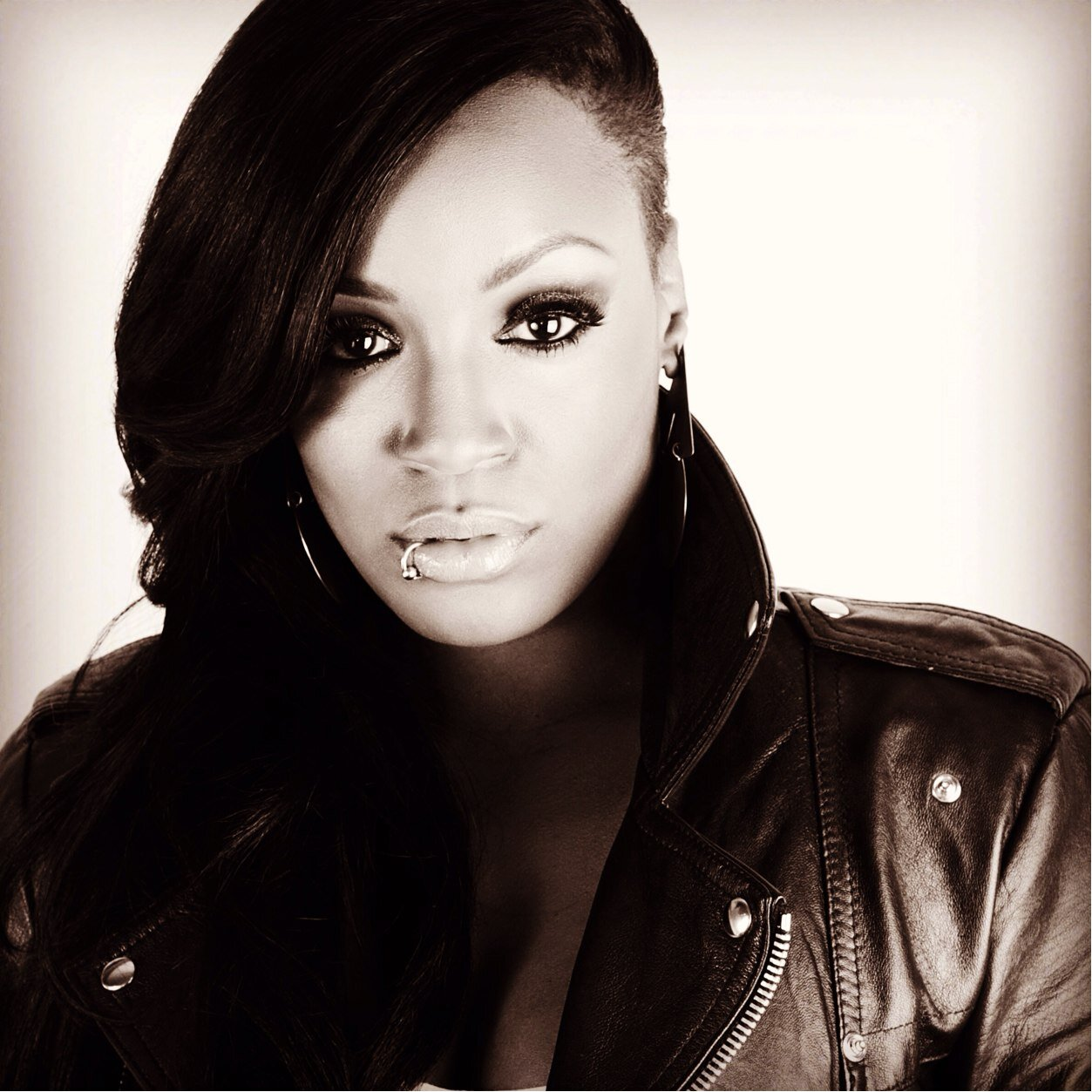
Carla Williams (Industry Expert)